# Berlin-Lichtenrade
Berlin-Lichtenrade [ˈlɪçtn̩ˌʀaːdə]  est un des six quartiers qui composent l'arrondissement de Tempelhof-Schöneberg dans la capitale allemande. Il a été intégré à Berlin lors de la réforme territoriale du Grand Berlin le 1er octobre 1920. Jusqu'en 2001 et la formation de l'actuel arrondissement, il faisait partie du district de Tempelhof.

## Population
Le quartier comptait 50 797 habitants le 1er janvier 2017 selon le registre des déclarations domiciliaires, c'est-à-dire 5 029 hab./km2.